# Першобог
Першобог, або Око — за космогонічними уявленнями протоукраїнців — творець Вирію, Всесвіту, Землі і всього сущого на ній.

## Виноски
1. ↑  Плачинда, С. П. (1993). Словник давньоукраїнської міфології. Київ: Укр. письменник. с. 39-40.
2. ↑  Словник символів [Текст] / О. І. Потапенко [та ін.]. - К. : Народознавство, 1997. - С. 89.
3. ↑  Oleksandr Oleksandrovych, Chaĭchenko (2003). Ukry-ariï : doslidz︠h︡enni︠a︡ rodovodu ukraïnt︠s︡iv. Kyïv: Varta. с. 28—29. ISBN 9665850466. OCLC 55736337.
4. ↑  Stanislav., Hubernachuk,; Станіслав., Губерначук, (2002). I︠A︡k hul stolitʹ, i︠a︡k shum vikiv : ridna mova. Kyïv: Blit︠s︡-Inform. с. 154. ISBN 9667028151. OCLC 51680395.{{cite book}}:  Обслуговування CS1: Сторінки з посиланнями на джерела із зайвою пунктуацією (посилання)